# Зайцев Микола Михайлович
Микола Михайлович Зайцев (нар. 19 січня 1964) — радянський та український футболіст, захисник та нападник.

## Життєпис
Вихованець павлодарської ДЮСШ № 2. На дорослому рівні дебютував 1980 року в складі команди СКІФ (Алмати), яка виступала у другій лізі і складалася з молодих футболістів.
Наступного сезону отримав запрошення в провідну команду Казахської РСР — «Кайрат», де спочатку виступав за дубль. У першому складі «Кайрата» дебютував 24 серпня 1982 року в матчі вищої ліги проти кутаїського «Торпедо», відігравши перші 60 хвилин. У 1983 році зі своїм клубом виступав у першій лізі, де став переможцем. У своєму першому матчі після повернення до вищої ліги, 19 червня 1984 року проти московського «Торпедо», став автором голу. У складі «Кайрата» так і не зміг закріпитися в основі, в більшості своїх матчів виходив на заміни в другому таймі.
У 1986 році проходив військову службу, виступаючи за армійські команди — ЦСКА-2 і смоленську «Іскру».
У 1987 році повернувся в «Кайрат», але зіграв за його основний склад лише один матч. Всього за кар'єру в клубі з Алма-Ати провів 42 матчі та відзначився 2-ма голами в першості країни, в тому числі у вищій лізі (1982, 1984—1985, 1987) — 31 матч і один гол.
Наприкінці 1980-х років грав у другій лізі за клуби Казахської РСР — «Цілинник» й «Екібастузець». У 1990 році перебрався в Україну, грав за «Прикарпаття» і «Колос» / «Металург» (Нікополь). Після розпаду СРСР декілька сезонів продовжував грати в Нікополі в першій лізі України, а також виступав за клуб «Нива» (Миронівка) і за аматорські колективи. Останні сезони у своїй кар'єрі провів у клубі другого дивізіону Росії «Волга» (Ульяновськ).
Після завершення кар'єри гравця почав займатися суддівством футбольних матчів. У професіональному футболі працював лише боковим арбітром на матчах першої та другої ліг України. Представляв місто Нікополь. Згодом працював інспектором матчів. Станом на 2019 рік — виконавчий директор Федерації футболу м Нікополя. Брав участь у матчах ветеранів.  